# Эстрада, Джозеф
Хосе́ Марсе́ло Эхерси́то, более известен как Джозеф Эхерсито Эстра́да (род. 19 апреля 1937, Манила) — филиппинский киноактёр, вице-президент (1992—1998), 13-й президент Филиппин (занимал этот пост с 1998 по 2001 годы). Свергнут в результате мирной революции после того, как ряд сенаторов — сторонников Эстрады блокировали процедуру его импичмента по обвинению в коррупции.

## Биография
Родился 19 апреля 1937 года в Маниле, вырос в городе Сан-Хуане (провинция Рисаль). Учился в университете Манилы. Стал актером 20 лет, поменяв своё имя на Джозеф Эстрада. Джозеф является пятикратным лауреатом филиппинской премии «За лучшую мужскую роль» и пять раз выигравал премию «Лучший фильм».
Он вошёл в политику в 1967 году, был избран мэром муниципалитета Сан-Хуан и проработал на этой должности более 16 лет. В 1987 году стал сенатором и был назначен председателем трёх комитетов (комиссии культурных сообществ, развития сельских районов и общественных работ). Был избран вице-президентом Филиппин в 1992 году, выступал также в качестве председателя комиссии по борьбе с преступностью. В мае 1998 года Джозеф баллотировался на пост президента Филиппин вместе с девятью другими кандидатами и победил в упорной борьбе.
В октябре 2000 года был обвинён в получении взятки в 8,7 млн долларов за покровительство игорному бизнесу, незаконном получении денег от акцизов на табак и злоупотреблении служебным положением. В ноябре нижняя палата парламента вынесла ему вотум недоверия, оставив окончательное решение за сенатом. В январе 2001 года сенаторы отказались от проверки его банковских счетов, на которых могли быть нелегальные доходы. Решение вызвало массовые протесты. В Маниле на митинги с требованием отставки президента выходили до 130 тыс. человек. Армия и полиция отказались поддерживать главу государства. 19 января возглавившая силы оппозиции вице-президент Глория Макапагал-Арройо выдвинула Эстраде ультиматум, потребовав от него покинуть пост.
Обвиняемый в предательстве общественного доверия и нарушении Конституции, подкупе, взяточничестве и коррупции, Джозеф Эстрада 20 января 2001 года подал в отставку и был предан суду Сената. В 2007 году был приговорён к пожизненному заключению, но вскоре помилован и продолжил политическую карьеру. В 2013 году был избран мэром Манилы.
Состоит в браке с доктором Луизой Пиментель, у их пары трое детей. Его старший сын в настоящее время является мэром Сан-Хуана. Также официально признал семь других детей, рожденных вне брака.